# Porto Cervo
Porto Cervo (ˈpɔrto ˈtʃɛrvo]; it. 'Jelenovo pristanišče') je italijansko obmorsko letovišče na severu Sardinije. Je frazione občine Arzachena, v pokrajini Sassari. Porto Cervo, ki ga je okoli zgodnjih 1960-ih ustanovila skupina tujih investitorjev, je glavno središče Coste Smeralde. Ima 421 prebivalcev. Porto Cervo je bil imenovan za eno najdražjih letovišč na svetu, poleg tega pa je tudi magnet za luksuzne jahte in igrišče za milijarderje.

## Zgodovina
Arhitekturni slog kraja združuje stare sardinske tradicije z modernimi elementi. Porto Cervo je postal priljubljena počitniška destinacija za mednarodni jet set, saj so na voljo številni hoteli s 4 in 5 zvezdicami. Karim Aga Khan IV. je mesto ustanovil sredi 1960-ih kot počitniško destinacijo za ekskluzivne počitniške goste. Tam je bil sprva pašnik, ki ga je leta 1963 poceni kupil. Naročeni arhitekt je bil Enzo Satta, sodelovali pa so tudi Jacques Couelle, Luigi Vietti in Michele Busiri Vici. Jugovzhodni del mesta (Porto Vecchio) je iz šestdesetih let prejšnjega stoletja. Mestece je bilo zgrajeno okoli značilne piazzette z največjo arhitekturno in krajinsko načrtovalsko skrbjo. Zanj so značilne ekskluzivne restavracije in večerni bari. Kot je bilo načrtovano, je Porto Cervo hitro postal priljubljen med premožnimi popotniki.
V delu marine, ki so jo v zadnjih letih razširili, sta bila ustanovljena jadralni klub in jahtni klub.

## Geografija
Porto Cervo leži v severovzhodnem delu Sardinije, ob obali Tirenskega morja, nekaj kilometrov južno od otoka La Maddalena. Od Arzachene je oddaljen 17 km, od Olbie 28 km in od Palaua 32 km.

## Pristanišče
Porto Cervo ima dobro opremljeno marino, sestavljeno iz dveh pristanišč: Starega pristanišča (Porto Vecchio) in Moderne marine.
Porto Vecchio (staro pristanišče) v vasi Porto Cervo je bilo zgrajeno v 1960-ih kot ribiško pristanišče. Sodobna marina leži na zahodu, obkrožena z objekti vasi marina.
Marina Porto Cervo ima 700 privezov, 100 slipov je rezerviranih za megajahte in sprejema rezervacije.

## Turizem
Vas je na južni in vzhodni obali naravnega pristanišča, kjer so trgovine, trafika, bari, restavracije in supermarketi. Ostale obale zaliva se ponašajo s staro in novo marino. Na zadnji je klubska hiša ekskluzivnega Yacht Cluba Costa Smeralda. Na koncu nove marine je ladjedelnica, ki je sposobna popravljati velike luksuzne jahte.
V študiji, ki jo je objavilo evropsko posredništvo luksuznih nepremičnin, je zaliv Romazzino v Porto Cervu najdražja lokacija v Evropi. Cene hiš segajo tudi do 300.000 evrov za kvadratni meter.
Leta 2011 je imela Costa Smeralda drugi, četrti in šesti najdražji hotel na svetu, Pitrizza, Romazzino in Cala di Volpe Hotel. Leta 2012 je hotel Cala di Volpe, ki je predstavljen v filmu o Jamesu Bondu iz leta 1977 Vohun, ki me je ljubil, uvrščen na 7. mesto na seznamu 15 najdražjih hotelskih apartmajev na svetu, ki ga je leta 2012 sestavil CNN Go. Predsedniški apartma hotela je bil zaračunan v ZDA. 32.736 $ na noč.